# Siegwart Lindenberg
Siegwart Michael Lindenberg (* 26. Dezember 1941 in München) ist ein deutsch-niederländischer Sozialwissenschaftler. Er ist der Begründer des RREEMM-Modells, einer Erweiterung der Theorie der rationalen Entscheidung (rational choice theory), die insbesondere in der Soziologie weit verbreitet und der Grundkonzeption des REMM der amerikanischen Ökonomen Michael C. Jensen und William H. Meckling verwandt ist. Außerdem hat er das Konzept der aus den Wirtschaftswissenschaften stammenden Produktionsfunktionen auf die Soziologie übertragen und entsprechende Soziale Produktionsfunktionen definiert.
Diesem Ansatz zufolge ist der Mensch ein „restricted, resourceful, expecting, evaluating, maximizing man“. Lindenberg ging dabei vom Modell des Homo oeconomicus aus. Er ergänzte es um mehrere Faktoren, um eine realistischere Modellbildung zu ermöglichen. Der modellierte individuelle Akteur versucht nicht nur sein individuelles Ergebnis zu maximieren, sondern ist auch in seinen Möglichkeiten begrenzt (restricted), hat aber eigene Handlungsressourcen (resourceful), geht nicht von objektiven Begebenheiten aus, sondern schätzt diese subjektiv ein (expecting) und versucht diese im Hinblick auf seine eigentliche Ziele zu bewerten (evaluating). Lindenbergs Aufsatz An assessment of the new political economy: its potential for the social sciences and for sociology in particular gilt als eines der Schlüsselwerke der Theorie der rationalen Entscheidung in Soziologie und Politikwissenschaft.
Lindenberg promovierte an der Harvard University und hielt einen Lehrstuhl für Soziologie an der Universität Groningen. Er begann ein Musikstudium an der Universität Köln, bevor er sich 1962 den Sozialwissenschaften zuwandte und an der Universität Mannheim als Diplom-Soziologe abgeschlossen hatte.

## Schriften
- An assessment of the new political economy: its potential for the social sciences and for sociology in particular. In: Sociological Theory. Band 3, Nr. 1, S. 99–114.
- Individuelle Effekte, kollektive Phänomene und das Problem der Transformation.In: Klaus Eichner, Werner Habermehl (Hrsg.): Probleme der Erklärung sozialen Verhaltens. Anton Hain, Meisenheim 1977. ISBN 3-445-01428-0.